# سیارک ۹۰۷۱
سیارک ۹۰۷۱ (به انگلیسی: 9071 Coudenberghe، نامگذاری:1993OB13) نه هزار و هفتاد و یکمین سیارک کشف شده‌است که در ۱۹ ژوئیه ۱۹۹۳ کشف شد.
قدر مطلق سیارک برابر ۲۴.۵ است.